# Libellula jesseana
Libellula jesseana је врста инсекта из реда вилинских коњица (Odonata) и породице Libellulidae.

## Распрострањење
Држава Флорида у САД је једино познато природно станиште врсте.
Популациони тренд је за ову врсту непознат.

## Станиште
Станишта врсте су језера и језерски екосистеми и слатководна подручја.

## Угроженост
Ова врста се сматра рањивом у погледу угрожености врсте од изумирања.